# Rwanda Revenue Authority
La Rwanda Revenue Authority (RRA) és una agència de recaptació d'impostos del govern establerta pel Parlament de Ruanda. La RRA té l'obligació de fer complir, avaluar, recollir i comptabilitzar els diversos tributs imposats a Ruanda.

## Localització
La seu de la RRA són situats a la Rwanda Revenue Authority House, situada al barri de Kimiruhura, a la capital Kigali. RRA manté altres oficines al país. Les coordenades de la seu de l'organització sçon:01°57'10.0"S, 30°05'05.0"E (Latitud:-1.952778; Longitud:30.084722).

## Informació general
La llei que va crear la Rwanda Revenue Authority va ser aprovada pel Parlament de Ruanda el 1997, però l'agència va començar a funcionar el 1998. La RRA està supervisada pel Ministeri de Finances i Planificació Econòmica de Ruanda.
La RRA va començar el 1998, amb 200 empleats que necessitaven formació i equipaments amb habilitats i tecnologia per dur a terme les seves funcions. Calia establir una estructura organitzativa i racionalitzada en departaments i una coherent cadena de comandament. En maig de 2017 es preveia que el cos tributari recollís almenys 1 bilió de RWF (aprox.. 1,215,000,000 dòlars USA), per primera vegada en l'exercici finalitzat al juny de 2017. En aquest moment, l'agència manté 168.346 contribuents.
L'incompliment per part de grans clients corporatius, i l'adquisició i retenció de personal qualificat amb experiència, segueixen sent reptes per a l'agència fiscal.

## Administració
El director general de l'organització és el Comissari General, actualment Richard Tusabe, nomenat pel President de Ruanda, amb el consentiment del Senat, per un període de cinc anys, renovable només una vegada. El Comissari General està assistit per un Comissionat General Adjunt.
L'agència compta amb dos departaments de serveis, cadascun encapçalat per un comissionat: (1) el Departament de Serveis de Duana i (2) el Departament de Taxes Domèstiques.
Hi ha onze departaments de suport, cadascun encapçalat per un comissionat o comissionat adjunt: (1) Departament d'Informació i Reconeixement de Ingressos, (2) Departament de Garantia de Qualitat, (3) Departament de Serveis de Contribuents, (4) Departament de Planificació i Investigació, (5) Departament de la Secretaria ,(6) Departament de Recursos Humans, (7) Departament de Tecnologia de la Informació, (8) Departament de Finances, (9) Departament de Formació, (10) Departament de Gestió i Gestió de Riscos Corporatius, (11) Departament d'Administració i Logística.